# Мараловодка
Мараловодка (алт. Алтыгы Кубее) — посёлок в Усть-Коксинского района Республики Алтай России. Входит в состав Огнёвского сельского поселения.

## География
Расположено в приграничной территории юго-западной части Республики Алтай в горно-степной зоне и находится у реки Катунь, у впадения р. Кайтанак.
Уличная сеть состоит из семи географических объектов: Новый пер., Полевой пер. Улица, ул. Катунская, ул. Лесная, ул. Мирная, ул. Скосарева.

## Население
| 2010 | 2011 | 2012 | 2013 | 2014 | 2015 |
| ---- | ---- | ---- | ---- | ---- | ---- |
| 241  | →241 | →241 | ↘239 | ↗248 | ↘231 |
| 2016 |      |      |      |      |      |
| ↗232 |      |      |      |      |      |

Национальный состав
Согласно результатам переписи 2002 года, в национальной структуре населения русские составляли 92 % от общей численности населения в 288 жителей

## Инфраструктура
Личное подсобное хозяйство. Животноводство (разведение маралов).

## Транспорт
Автодорога регионального значения «Подъезд к с. Мараловодка» (Постановление Правительства Республики Алтай от 21.06.2012 № 20-36 «О перечне наименований населенных пунктов, пересекаемых рек, ручьев, расположенных на территории Республики Алтай вдоль трасс автомобильных дорог общего пользования, на алтайском языке»), «Усть-Кокса — Мараловодка» (идентификационный номер 84К-111) (Постановление Правительства Республики Алтай от 12.04.2018 N 107 «Об утверждении Перечня автомобильных дорог общего пользования регионального значения Республики Алтай и признании утратившими силу некоторых постановлений Правительства Республики Алтай»).